# شبه جزيرة أكرا

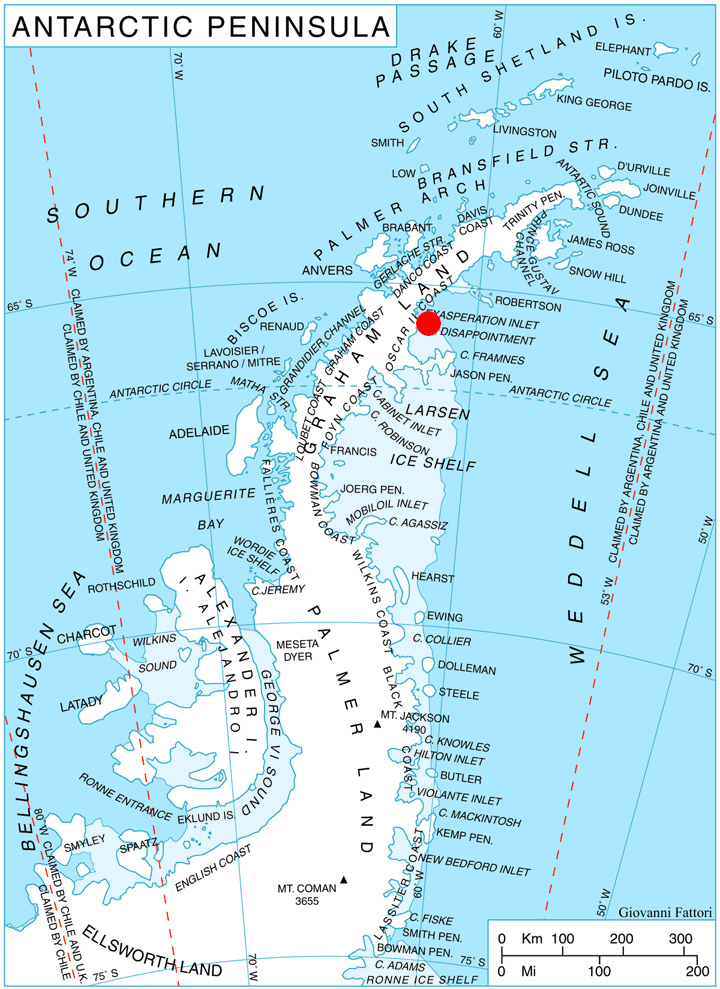
موقع شبه جزيرة أكرا في جراهام لاند ، شبه جزيرة أنتاركتيكا.

شبه جزيرة أكرا ( (بالبلغارية: полуостров Акра)‏، IPA: ‎[poɫuˈɔstrof ˈakrɐ]‏) هي شبه جزيرة مغطاة بالجليد في الغالب، وهي تقع على بعد 11 كم شرقًا من ساحل أوسكار الثاني [الإنجليزية] في أرض غراهام، وهي بعرض 5.2 كيلومتر، يحدها مدخل الغضب [الإنجليزية] من الشمال ومدخل الندبة [الإنجليزية] من الجنوب، وينتهي في رأس خيبة الأمل من الشرق. شكلت نتيجة لتفكك كتلة لارسن الجليدية في المنطقة، وتراجع نهر بيكود الجليدي [الإنجليزية] في أوائل القرن الحادي والعشرين. سميت على اسم مدينة أكرا القديمة في جنوب شرق بلغاريا.

## موقع
تقع شبه جزيرة أكرا في

## خرائط
- قاعدة البيانات الرقمية للقطب الجنوبي (ADD). مقياس 1: 250000 خريطة طبوغرافية لأنتاركتيكا. اللجنة العلمية لأبحاث القطب الجنوبي (SCAR). منذ عام 1993 ، يتم ترقيتها وتحديثها بانتظام.

## روابط خارجية
شبه جزيرة أكرا. صورة القمر الصناعي كوبرنيكس